# Xabier Azkargorta
Xabier Azkargorta (født 26. september 1953) er en spansk fodboldspiller. Han var i perioden 1993-1994, 2012-2014 træner for Bolivias fodboldlandshold.